# Ophiostoma serpens
Ophiostoma serpens är en svampart som först beskrevs av Goid., och fick sitt nu gällande namn av Arx 1952. Ophiostoma serpens ingår i släktet Ophiostoma och familjen Ophiostomataceae.   Inga underarter finns listade i Catalogue of Life.